# جاناكسولون
جاناكسولون (Ganaxolone)، الذي يباع تحت الإسم التجاري زتالمي(Ztalmy )، هو دواء يستخدم لعلاج النوبات لدى الأشخاص المصابين باضطراب CDKL5 .  تحديدا للأشخاص الذين تبلغ أعمارهم سنتين على الأقل.  و يعطى عن طريق الفم. 
تشمل الآثار الجانبية الشائعة لهذا العقار على: النعاس و الحمى و زيادة إفراز اللعاب و الحساسية الموسمية.  إضافة إلى ذلك، قد تشمل الآثار الجانبية الأخرى على مراودة الأفكار الانتحارية.  إنه عبارة عن ستيرويد نشط عصبيًا من نوع حمض جاما أمينوبوتيريك (GABA) A، و هو منظم إيجابي لمستقبلات هذا الحمض. 
تمت الموافقة على جاناكسولون للاستخدام طبيًا في الولايات المتحدة في عام 2022.  و هو دواء يتيم في أوروبا و لم تتم الموافقة عليه في المملكة المتحدة حتى عام 2022.  في الولايات المتحدة، تبلغ التكلفة حوالي 133000 دولار أمريكي للشخص الذي يبلغ عمره حوالي 4.5 سنوات اعتبارًا من عام 2022. 